# Алаурін-ель-Гранде
Алаурін-ель-Гранде (ісп. Alhaurín el Grande) — муніципалітет в Іспанії, у складі автономної спільноти Андалусія, у провінції Малага. Населення — 23 675 осіб (2010).
Муніципалітет розташований на відстані близько 430 км на південь від Мадрида, 23 км на південний захід від Малаги.

## Демографія
Динаміка населення (INE ):

## Галерея зображень

Розташування муніципалітету у провінції Малага
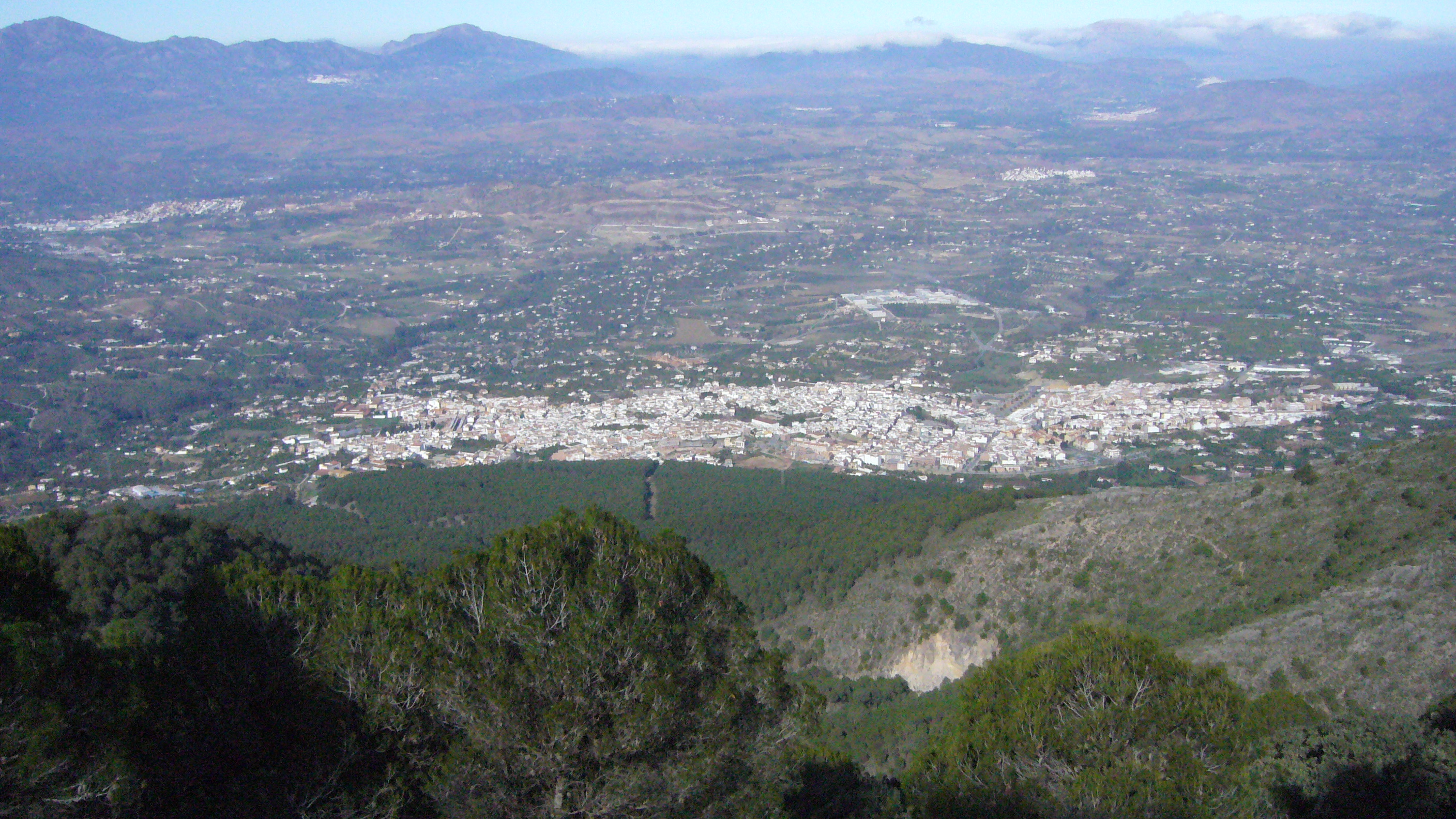
Алаурін-ель-Гранде
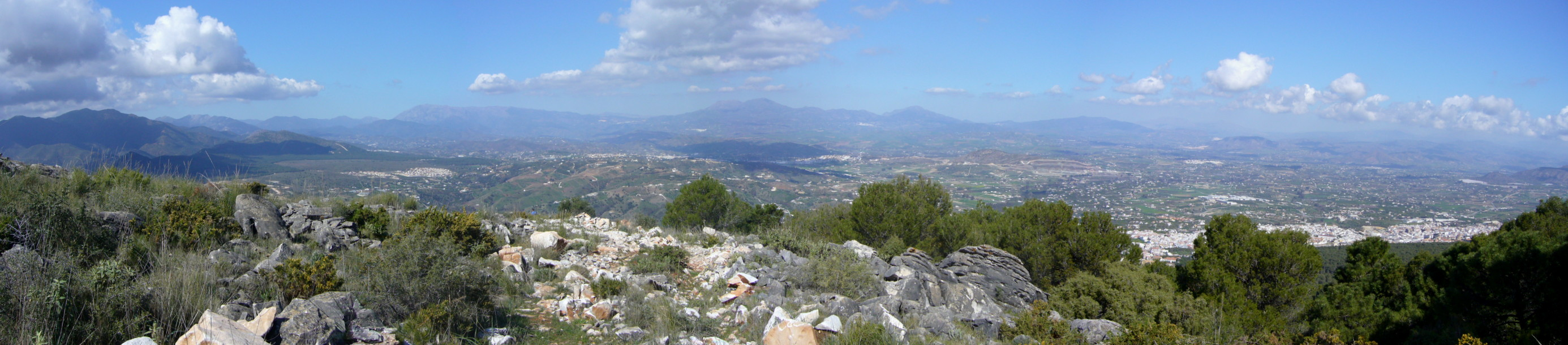
Панорама з міста Алаурін-ель-Гранде